# Pezizomicotins
El pezizomicotins (Pezizomycotina) són una subdivisió (o subfílum) de fongs ascomicots (Ascomycota). És més o menys equivalent a l'antic tàxon Euascomycota. Aquests fongs es reprodueixen per fissió més que no pas per gemmació i aquesta subdivisió inclou gairebé tots els ascomicets que tenen cossos fructífers visibles a ull nu (amb l'excepció del gènere Neolecta que pertany a la subdivisió Taphrinomycotina).

## Taxonomia
L'antiga classe Loculoascomycetes (que conté tots els Ascomycota bitunicats) ha estat reemplaçada per dues classes: Eurotiomycetes i Dothideomycetes. La resta dels Pezizomycotina també inclou els grups abans definits com a himenials Discomycetes (actualment Leotiomycetes) i Sordariomycetes (Pyrenomycetes).
El subfílum Pezizomycotina inclou 11 classes:
- Classe Arthoniomycetes
- Classe Dothideomycetes
- Classe Eurotiomycetes
- Classe Laboulbeniomycetes
- Classe Lecanoromycetes
- Classe Leotiomycetes
- Classe Lichinomycetes
- Classe Orbiliomycetes
- Classe Pezizomycetes
- Classe Sordariomycetes
- Classe Xylobotryomycetes